# Schorbach
Schorbach là một xã trong vùng Grand Est, thuộc tỉnh Moselle, quận Sarreguemines, tổng Bitche. Tọa độ địa lý của xã là 49° 04' vĩ độ bắc, 07° 24' kinh độ đông. Schorbach nằm trên độ cao trung bình là 415 mét trên mực nước biển. Xã có diện tích 13,36 km², dân số vào thời điểm 1999 là 621 người; mật độ dân số là 46 người/km².

## Thông tin nhân khẩu
| 1801  | 1851  | 1946 | 1962 | 1968 | 1975 | 1982 | 1990 | 1999 |
| ----- | ----- | ---- | ---- | ---- | ---- | ---- | ---- | ---- |
| 1 029 | 1 343 | 352  | 678  | 694  | 695  | 636  | 649  | 621  |

## Địa điểm tham quan
- Nhà thờ Saint Rémi